# Achter 't Hout
Achter 't Hout – wieś w Holandii, w prowincji Drenthe, w gminie Aa en Hunze.